# Agathomyia lundbecki
Agathomyia lundbecki är en tvåvingeart som beskrevs av Chandler 1985. Agathomyia lundbecki ingår i släktet Agathomyia och familjen svampflugor. Arten är reproducerande i Sverige. Inga underarter finns listade i Catalogue of Life.